# Lijst van voetbalinterlands Duitse Democratische Republiek - IJsland
Deze lijst van voetbalinterlands is een overzicht van alle officiële voetbalwedstrijden tussen de nationale teams van de Duitse Democratische Republiek en IJsland. De landen speelden in totaal elf keer tegen elkaar. Het eerste duel betrof een vriendschappelijke wedstrijd, die werd gespeeld in Reykjavik op 17 juli 1973. De laatste ontmoeting, een kwalificatiewedstrijd voor het Wereldkampioenschap voetbal 1990, vond plaats op 6 september 1989 in de IJslandse hoofdstad.

## Wedstrijden
| №  | Plaats          | Datum             | Competitie           | Wedstrijd                                | Uitslag |
| -- | --------------- | ----------------- | -------------------- | ---------------------------------------- | ------- |
| 1  | Reykjavik       | 17 juli 1973      | Vriendschappelijk    | IJsland – Duitse Democratische Republiek | 1 – 2   |
| 2  | Reykjavik       | 19 juli 1973      | Vriendschappelijk    | IJsland – Duitse Democratische Republiek | 0 – 2   |
| 3  | Maagdenburg     | 12 oktober 1974   | EK 1976 kwalificatie | Duitse Democratische Republiek – IJsland | 1 – 1   |
| 4  | Reykjavik       | 5 juni 1975       | EK 1976 kwalificatie | IJsland – Duitse Democratische Republiek | 2 – 1   |
| 5  | Halle           | 4 oktober 1978    | EK 1980 kwalificatie | Duitse Democratische Republiek – IJsland | 3 – 1   |
| 6  | Reykjavik       | 12 september 1979 | EK 1980 kwalificatie | IJsland – Duitse Democratische Republiek | 0 – 3   |
| 7  | Reykjavik       | 8 september 1982  | Vriendschappelijk    | IJsland – Duitse Democratische Republiek | 0 – 1   |
| 8  | Karl-Marx-Stadt | 29 oktober 1986   | EK 1988 kwalificatie | Duitse Democratische Republiek – IJsland | 2 – 0   |
| 9  | Reykjavik       | 3 juni 1987       | EK 1988 kwalificatie | IJsland – Duitse Democratische Republiek | 0 – 6   |
| 10 | Oost-Berlijn    | 19 oktober 1988   | WK 1990 kwalificatie | Duitse Democratische Republiek – IJsland | 2 – 0   |
| 11 | Reykjavik       | 6 september 1989  | WK 1990 kwalificatie | IJsland – Duitse Democratische Republiek | 0 – 3   |

## Samenvatting
| Competitie        | Totaal gespeeld | Winst DDR | Gelijk | Winst IJsland | Doelsaldo DDR – IJsland |
| ----------------- | --------------- | --------- | ------ | ------------- | ----------------------- |
| WK-kwalificatie   | 2               | 2         | 0      | 0             | 5 − 0                   |
| EK-kwalificatie   | 6               | 4         | 1      | 1             | 16 − 4                  |
| Vriendschappelijk | 3               | 3         | 0      | 0             | 5 − 1                   |
| Totaal            | 11              | 9         | 1      | 1             | 26 − 5                  |

Wedstrijden bepaald door strafschoppen worden, in lijn met de FIFA, als een gelijkspel gerekend.

## Details

### Zevende ontmoeting
| IJsland | 0 – 1 | Duitse Democratische Republiek |
|         | goals | 30' Joachim Streich            |